# アルトマルク (船)
アルトマルク (Altmark) は、ドイツ海軍 (Kriegsmarine) のタンカーである。母港を遠く離れ、長期間に渉り通商破壊戦を遂行する艦船に公海上で合同、燃料や必要物資を供給した補給艦である。船名「アルトマルク」は、プロイセンの揺りかごと呼ばれるアルトマルク地方 (Altmark) に由来する。1940年（昭和15年）8月にウッカーマルク (Uckermark) と改名、連合国の警戒を突破して日本に辿り着いた。だが1942年（昭和17年）11月30日、横浜港で爆発事故を起こして破壊された（横浜港ドイツ軍艦爆発事件）。

## アルトマルク号事件
キールのホヴァルツヴェルケで1936年（昭和11年）6月15日に起工。1939年（昭和14年）9月の第二次世界大戦開戦時、アルトマルク（ダウ艦長）は大西洋で通商破壊戦を準備するドイッチュラント級装甲艦（ポケット戦艦）アドミラル・グラーフ・シュペー (Die Admiral Graf Spee) を支援する任務に就いた。
開戦直前の8月2日、三か月分の補給物資を搭載してドイツを出発した。アメリカ合衆国テキサス州ポートアーサーでディーゼルエンジンの燃料9,400トン（ポケット戦艦の機関用）を搭載、8月19日に出発してカナリア諸島南西海域にむかった。
9月1日、洋上でアドミラル・グラーフ・シュペー（艦長ハンス・ラングスドルフ大佐）と初めて会合し、補給をおこなう。以後、シュペーとアルトマルクは行動を共にした。9月11日、イギリス海軍の重巡洋艦カンバーランド (HMS Cumberland, 57) と遭遇しかけたが、シュペーのアラド水偵が飛行偵察で英重巡を発見し、シュペーとアルトマルクは逃げ出して事なきを得た。
9月26日、ドイツ海軍総司令部作戦部 (OKM) から海上交通破壊戦開始の許可がおりたため（受信25日）、翌27日、シュペーはアルトマルクを分離して次の補給予定地点に向かわせた。
シュペーは餌食とした多くの敵商船から脱出した乗組員を救助し、これらの民間人船員の世話をアルトマルクに任せた。10月16日、シュペーとアルトマルクは会合して補給と捕虜の移動をおこなう。翌17日、シュペーとアルトマルクは分離した。その後は10月28日、11月26日から29日、12月6日に南アメリカ～南アフリカ中間地点で補給をおこなう。7日午前8時、シュペーは帰国直前に実施する洋上補給地点を示し、南アメリカにむかった。
12月13日、アドミラル・グラーフ・シュペーはラプラタ沖海戦で損傷し、逃げ込んだウルグアイのモンテビデオで17日に自沈した。
補給すべき相手を失ったアルトマルクは船内に捕虜を収容したまま大西洋を北上し、ブリテン諸島を大きく迂回、ノルウェー沿岸に沿ってドイツに戻ろうとした。1940年（昭和15年）2月14日、中立国のノルウェー領海で魚雷艇や駆逐艦による臨検を受けた。ノルウェー側はアルトマルクを調査して、通過を許可した。だがイギリス海軍は納得せず、本国艦隊隷下の駆逐艦部隊でアルトマルクを追跡する。チャーチル海軍大臣は「中立国であろうと関係なく、アルトマルクを捕えて英国人捕虜を救助せよ」と命じた。アルトマルクはヨッシングフィヨルドに逃げ込んだが、フィリップ・ヴァイアン大佐が指揮する駆逐艦コサック (HMS Cossack, F03) に接舷された。イギリス側が送り込んだ臨検隊とアルトマルク乗組員の間で銃撃戦となり、イギリス側はアルトマルク乗組員8人を殺して10人を負傷させ、捕われていた商船乗組員299名を奪還した。
この捕虜奪還事件は、アルトマルク号事件と呼ばれる。英国では成り行きの予測できない不透明な戦局に光を当て大喝采を浴びた。一方、ヒトラー総統は激怒した。英海軍の行為はノルウェー政府の中立性を疑わせるものであり、ドイツがノルウェー侵攻を推進する理由の一つになった。

## 横浜港ドイツ軍艦爆発事件
1940年（昭和15年）3月27日、アルトマルクはキール港に戻った。8月6日にウッカーマルク (Uckermark) と改名された。この船名も北ドイツ景勝の地の名前である。シュペーの姉妹艦「アドミラル・シェーア」がバルト海で訓練中であり、「ウッカーマルク」は同艦に補給をおこなうため出発する。9月12日にカルマル海峡で機雷により損傷、キールに戻った。
1941年（昭和16年）1月下旬以降、リュッチェンス提督が率いるシャルンホルスト級戦艦2隻が大西洋に進出して通商破壊作戦を実施した（ベルリン作戦）。3月11日、シャルンホルスト級戦艦2隻は補給船2隻（ウッカーマルク、エルムランド）に合流した。リュッチェンス提督は戦闘能力のない補給船2隻も見張り役として引き連れてゆき、その効果によりHX-114船団を発見、3月15日と16日に大戦果を挙げる（1941年3月の損失船一覧表）。ところが襲撃中にHX114船団を護衛していたイギリス海軍の戦艦ロドニー (HMS Rodney, 29) に発見される。ネルソン級戦艦（16インチ砲、9門）からの信号に対してグナイゼナウ（11インチ砲、9門）は「本艦はイギリス軽巡のエメラルドなり」と返答し、ロドニーは攻撃を控える。グナイゼナウは逃走し、僚艦3隻（シャルンホルスト、ウィッカーマルク、エルムランド）もイギリス海軍の捜索網から逃れた。その後、シャルンホルスト級戦艦2隻はH部隊の追跡をかわし、3月22日になってフランスのブレスト軍港に到着した。補給船2隻（ウィッカーマルク、エルムランド）も無事だった。
1942年（昭和17年）9月9日、封鎖突破船としてフランスを出発、極東に向かった。途中、仮装巡洋艦ミヒェル (Michel) への補給を行う。インドネシアでは、日本向けの石油を積み込む。同年11月23日、誘導されて本州の館山湾に入泊。11月24日午前8時、横浜に到着した。搭載してきた燃料を日本陸軍に引き渡す。同月28日夜、横浜港の新港埠頭第8号岸壁に接岸した。
11月30日午後1時46分頃、横浜港の埠頭に停泊中のウッカーマルクは、突如大爆発を起こした。ウッカーマルクの右舷側に停泊中して整備と弾薬補給を実施していたドイツ海軍の仮装巡洋艦トール (Thor) 、ウッカーマルクの船尾側に停泊していた中村汽船所有の海軍徴用船「第三雲海丸」(3,028トン) 、やや離れて停泊してたロイテン (7,131トン）が爆発に巻き込まれた。さらにトールに搭載中だった魚雷や砲弾が誘爆した。この二度目の爆発は、ウッカーマルクで起きた最初の爆発よりも大規模であった。その後も爆発が続き、爆風と火災で港湾施設は大打撃を受け、残骸が市街地に降り注いで被害が拡大した。弾薬のために爆発が続いて消火作業に難航し、延焼した港湾施設を含めると鎮火したのは翌朝だったという。
気化したガソリンの爆発は、油槽タンク付近で行われていた修理で使用された道具の火花とする説や、ウッカーマルクの油槽の清掃作業中の作業員による喫煙説が有力である。一連の爆発と火災による被災者は数百名に達し、死者および行方不明者は公式記録で102名（ドイツ人61名、中国人36名、日本人5名）となっている。ウッカーマルクの乗組員は47人が死亡、31名が山手墓地、16名が根岸墓地に埋葬された。損傷がひどかったウッカーマルクは修理不能であり、スクラップとなった。
横浜港にいた封鎖突破船（柳船）ドッカーバンク (Doggerbank) は、ウッカーマルクの爆発を免れた。ウッカーマルクとトールの生存者のうち、一部はドッガーバンクに便乗してドイツに戻ることになった。だが1943年（昭和18年）3月3日、大西洋で味方の潜水艦U-43によって撃沈される。生存者は1名のみだった。
ウィッカーマルクとトールの大部分の乗組員は、治療と休養を兼ねて、箱根町の松坂屋旅館で待機することになった。
第二次世界大戦終結後の1947年（昭和22年）4月、箱根に滞在していたドイツ海軍将兵は連合国軍が手配した貨客船で離日、ドイツに帰国した。

## 登場作品
『戦艦シュペー号の最後』（“The Battle of the River Plate”）
1956年のイギリス映画。イギリス海軍の給油艦オルナがアルトマルクを演じた。シュペー号（デモイン級重巡「セーラム」）に洋上補給を行うシーンがある。